# Lepton (schip, 1974)
De Lepton is het grootste schip dat ooit in Nederland is gebouwd. De tanker werd in 1975 door Verolme gebouwd voor Shell Tankers.
De Lepton maakte deel uit van 25 schepen van de L-serie. Deze werden opgeleverd in de periode na de oliecrisis van 1973, waardoor er een enorme overcapaciteit was. Het schip werd dan ook tussen 1975 en 1977 opgelegd. Al in 1984 werd het schip uit de vaart gehaald, om het jaar daarop in Incheon te worden gesloopt.